# Star Wars (Arcade-Spiel)

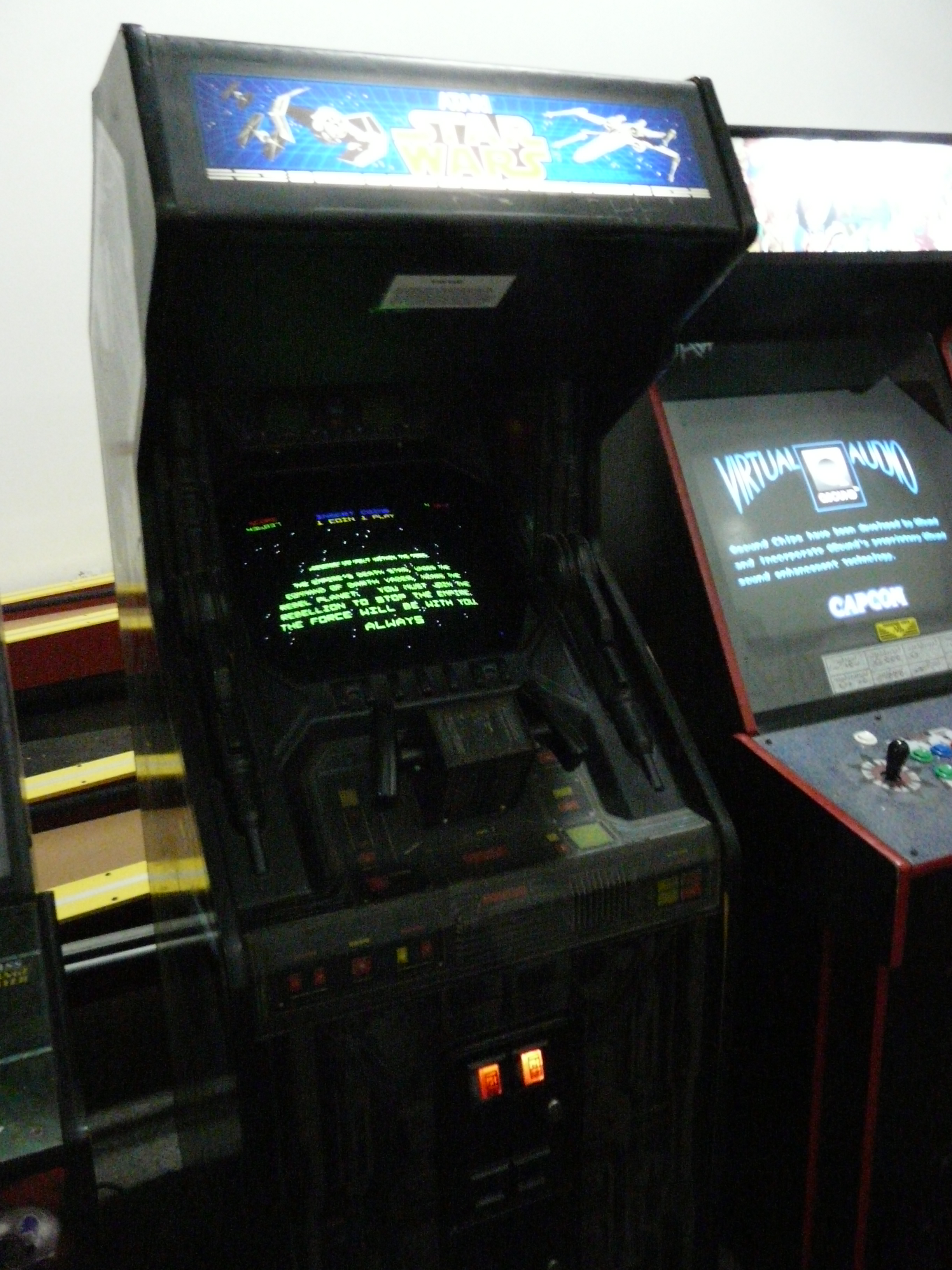
Star Wars (Upright-Gehäuse)

Star Wars ist ein Arcade-Spiel mit Farb-Vektorgrafik, das 1983 von Atari hergestellt wurde. Es basiert auf dem Film Krieg der Sterne und ist ein 3D-Weltraumshooter. Star Wars war das erste Atari-Spiel mit Sprachausgabe.

## Spielprinzip
Der Spieler übernimmt die Rolle von Luke Skywalker und muss in seinem X-Wing-Star-Fighter hauptsächlich gegnerische Einheiten abschießen. Im Gegensatz zu den meisten anderen Spielen muss nicht jeder Gegner zerstört werden, es reicht, wenn der Gegner kampfunfähig geschossen wird. Das Spiel hat drei verschiedene Abschnitte:
- Im ersten Teil muss der Spieler im Weltall, über dem Todesstern, gegen Darth Vader und gegnerische TIE-Fighter im Luftkampf antreten.
- Im zweiten Abschnitt erreicht er den Todesstern und muss die Laser-Türme zerstören um Bonuspunkte zu sammeln. Es ist recht schwierig, zwischen ihnen zu manövrieren.
- Zum Schluss muss er in einer engen Schlucht, ähnlich einem Korridor, fliegen und Hindernissen, sowie gegnerischem Feuer (in Form von Sternen) ausweichen. Auch können sowohl diese, als auch die Schussanlagen links und rechts abgeschossen werden. Am Ende des Ganges muss er niedrig fliegen, und durch den Lüftungsschacht entkommen, sowie einen Torpedo abschießen, um den Todesstern zu zerstören. Wenn dies geschafft ist, startet das Spiel mit erhöhtem Schwierigkeitsgrad.

Obwohl es bereits seit einigen Jahren Spiele mit Rastergrafik gab, wurde eine Farb-Vektorgrafik verwendet. Diese bietet zwar eine schlichtere Grafik, dafür aber eine schnellere Berechnung. Der schwarze Hintergrund überwiegt, und es gibt meist weiße und gelbe Linien (Vektoren).
Star Wars war das erste Atari-Spiel mit Sprachausgabe. Dabei wurden kurze Original-Sprachsequenzen aus dem Film mit Stimmen von Mark Hamill, Alec Guinness, James Earl Jones und Harrison Ford verwendet. Auch gab es Geräusche von R2-D2 sowie die Original-Titelmelodie des Filmes (Letztere wurde digital synthetisiert). Zudem ist der Sound bereits in Stereo und ist digitalisiert auf den ROM-Chips gespeichert.

## Entwicklungs- und Veröffentlichungsgeschichte
Star Wars wurde in den 1980er-Jahren für mehrere Heimcomputer, Spielkonsolen und Personal Computer portiert. Portierungen existieren für folgende Systeme: Apple II, Atari 2600, Atari 5200, Atari ST, ColecoVision, Commodore 64, Commodore Amiga, MS-DOS, Schneider CPC, TRS-80 und ZX Spectrum.
Nach Star Wars erschienen zwei Nachfolgespiele als Spielautomaten: Return of the Jedi (1984) und The Empire Strikes Back (1985).

## Rezeption
Das deutschsprachige Computerspielemagazin Power Play bezeichnete die Atari-ST-Version des Spiels als „beinahe perfekte Umsetzung“ des Spielautomaten. Redakteur Boris Schneider lobte die schnelle Vektorgrafik und immersive Sprachsamples. Redakteur Anatol Locker merkte an, dass die Grafikgeschwindigkeit in einer Spielszene spürbar einbreche und dass die Commodore-64-Version des Spiels an deutlich langsamerer, ruckelnder Grafik leide.
In der Killer List of Videogames (KLOV) belegt das Spiel Platz 4 der beliebtesten Spiele aller Zeiten. Neben dem abgebildeten Upright-Gehäuse gab es auch eine Cockpit-Variante, in der der Spieler Platz nehmen konnte.